# Ernie Shelton
Ernie Shelton (eigentlich Ernest Shelton; * 28. Oktober 1932) ist ein ehemaliger US-amerikanischer Hochspringer.
1955 siegte er bei den Panamerikanischen Spielen in Mexiko-Stadt, und 1957 gewann er Bronze bei den Welt-Universitätsspielen.
Je zweimal wurde er US-Meister im Freien (1954, 1955) und in der Halle (1955, 1956). 1954 und 1955 (mit seiner persönlichen Bestleistung von 2,11 m) holte er für die University of Southern California startend den NCAA-Titel.
Nach seiner sportlichen Karriere wurde er ein erfolgreicher Bildhauer.